# Kuno van Northeim
Kuno van Northeim of Kuno van Beichlingen (1050/60 - 1103, vermoord), graaf van Beichlingen, was de derde zoon van hertog Otto II van Beieren en diens vrouw Richenza van Zwaben.
Kuno was in 1075/76 gijzelaar, nadat de eerste opstand van zijn vader tegen koning Hendrik IV van het Heilige Roomse Rijk was neergeslagen.
Rond 1087 trouwde hij de weduwe Kunigunde van Weimar-Orlamünde (ca. 1055 -1117), dochter van Otto I van Weimar, graaf van Weimar en Orlamünde en markgraaf van Meißen en van Adela van Brabant (-1083).  
Kunigundes eerste man, Jaropolk van Turow, was in november 1086 vermoord.
Beichlingen was rond het jaar 1067 in het bezit van de graven van Weimar-Orlamünde gekomen en via Otto's weduwe Adela kwamen de aanspraken op de graafschap Beichlingen klaarblijkelijk bij hun dochter Kunigunde terecht. Door zijn huwelijk verwierf Kuno kasteel en graafschap Beichlingen met de daarbij behorende eigendoms- en voogdijrechten.
Kuno ondersteunde de tegenkoning Herman van Salm en bisschop Burchard II van Halberstadt, sinds 1073 onverzoenlijk tegenstander van Hendrik IV.  Nadat Burchard in 1088 was vermoord, liep Kuno over naar het keizerlijke kamp. Kunigunde en Kuno stichtten 1088/89 het benedictijnenklooster Oldisleben aan de Unstrut, op eigengoed van Kunigunde.
Uit zijn huwelijk met Kunigunde zijn vier dochters bekend:
- Mathilde; trouwde met Hendrik I van Zutphen, graaf van Zutphen;
- Adela, trouwde eerst met Diederik III, graaf van Katlenburg, en vervolgens met Helferik, graaf van Plötzkau;
- Liutgard, trouwde met Willem I van Luxemburg, graaf van Luxemburg;
- Kunigunde, trouwde eerst met Wiprecht III, graaf van Groitzsch, en vervolgens met Diepold III, markgraaf van Vohburg.

Kuno werd in 1103 door twee van zijn vazallen vermoord. Zijn weduwe trouwde 1110 met graaf Wiprecht II van Groitzsch, markgraaf van de Oostmark. Het was een dubbele huwelijksplechtigheid, want tegelijkertijd trouwde Wiprecht III, zoon van Wiprecht II, met Kunigunde, dochter van Kuno en Kunigunde.